# Баево (Теньгушевский район)
 Баево  — деревня в составе Нароватовского сельского поселения Теньгушевского района Республики Мордовия.

## География
Находится у левого берега Мокши на расстоянии менее 1 километра по прямой на юг от районного центра села Теньгушево.

## История
Известна с1866 года как казенная деревня  Темниковского уезда из 50 дворов.

## Население
Постоянное население составляло 172 человека (мордва 78%) в 2002 году, 176 в 2010 году .